# Lucius Cornelius Scipio Asiaticus (consul in 190 v.Chr.)
Lucius Cornelius Scipio Asiaticus (2e eeuw v.Chr.) was een Romeinse veldheer en staatsman. Hij was de zoon van Publius Cornelius Scipio I en de broer van Publius Cornelius Scipio Africanus maior. Hij werd in 190 v.Chr. tot consul gekozen en leidde de Romeinse troepen later dat jaar (samen met zijn broer Publius) naar de zege in de Slag bij Magnesia.